# Amadou Tidiane Tall
Amadou Tidiane Tall (22 giugno 1975) è un ex calciatore burkinabé, di ruolo centrocampista.

## Carriera

### Nazionale
Ha debuttato in Nazionale il 29 gennaio 2001, in Zambia-Burkina Faso (1-1). Ha partecipato, con la Nazionale, alla Coppa d'Africa 2000 e alla Coppa d'Africa 2004. Ha collezionato in totale, con la Nazionale, 18 presenze.

## Palmarès

### Club

#### Competizioni nazionali
- Campionato burkinabé di calcio: 2

Étoile Ouagadougou: 2000-2001, 2007-2008
- Coppa del Burkina Faso: 6

Étoile Ouagadougou: 1998-1999, 2000, 2000-2001, 2005-2006, 2007-2008